# Parafia Zwiastowania Najświętszej Maryi Panny w Izdebkach
Parafia Zwiastowania Najświętszej Maryi Panny w Izdebkach – parafia rzymskokatolicka znajdująca się w archidiecezji przemyskiej, w dekanacie Brzozów. 

## Historia
Pierwsza wzmianka o Izdebkach pojawiła się w 1436 roku i były prawdopodobnie założone za czasów króla Kazimierza Wielkiego przez rycerza z Mazowsza.
W 1526 roku w Izdebkach istniała już cerkiew prawosławna. W 1583 roku bp Jan Borukowski istniejący już od jakiegoś czasu kościół pw. św. Michała Archanioła oraz św. Apostołów Piotra i Pawła podporządkował jako filialny do parafii Wesoła.  
23 stycznia 1593 roku Katarzyna Wapowska wykupiła prawosławną cerkiew i ufundowała parafię. 11 lutego 1593 roku bp Wawrzyniec Goślicki erygował parafię w Izdebkach z kościołem filialnym w Hłudnie. W latach 1600–1602 Katarzyna Wapowska i proboszcz ks. Stanisław Fabrycy do cerkwi dobudowali prezbiterium i przebudowali prezbiterium. 25 marca 1602 roku bp Maciej Pstrokoński poświęcił rozbudowany kościół. W 1624 roku był najazd Tatarów. Przed 1645 rokiem kościół w Hłudnie uległ zniszczeniu. W 1657 roku przez wieś przeszły wojska Rakoczego. 
W 1720 roku kościół był już mocno zniszczony i bp Jan Szembek polecił budowę nowego. W 1728 roku Justyna Orzechowska ze Żmigrodu ufundowała budowę nowego kościoła. 11 sierpnia 1745 roku bp Wacław Hieronim Sierakowski konsekrował kościół pw. Zwiastowania Najświętszej Maryi Panny i św. Marii Magdaleny. W 1889 roku hr. Bukowscy zbudowali na cmentarzu kaplicę grobową, którą w 1900 roku poświęcono. W 1906 roku zbudowano murowany kościół filialny w Hłudnie, który w 1910 roku poświęcono pw. św. Klary. 
W latach 1911–1918 zbudowano murowany kościół w Izdebkach, według projektu arch. Sasa Zubrzyckiego. W 1920 roku kościół został poświęcony pw. Opieki Najświętszej Maryi Panny. W 1927 roku powstała samodzielna parafia w Hłudnie. W 1931 roku kościół został konsekrowany pw. Zwiastowania Najświętszej Maryi Panny oraz św. Apostołów Piotra i Pawła. W 1946 roku w kościele wykonano polichromię. 
W 1981 roku w Izdebkach Górnych (Rudawiec) zbudowano murowany kościół filialny, według projektu arch. Z. Wojdanowskiego, który poświęcił bp Ignacy Tokarczuk pw. Matki Bożej Królowej Polski.
Na terenie parafii jest 2 710 wiernych (w tym: Izdebki – 2 400, Izdebki-Rudawiec – 310).
Proboszczowie parafii:
1593–1596. ks. Jan Anioł.
1596–1598. ks. Wojciech Chodla (administrator).
1598–1606. ks. Stanisław Fabrycy (administrator).
1606–1607. ks. Stanisław Brzeżański.
1607–1610. ks. Jakub Brzozowski.
1610–1615. ks. Jakub Godowita (administrator).
1615–1624. ks. Marcin Biedowicz.
1624–1660. ks. Jan Januszewski.
1629. ks. Jan Białochlebski (administrator).
1657–1660.  ks. Paweł Tryburtowicz (administrator).
1660–1689. ks. Jan Jastrzębski.
1689–1696. ks Jan Leszczyński.
1696–1697. ks. Sebastian Grysztar (administrator).
1697–1705. ks. Jan Pleśniarski.
1705. ks. Stefan Czerniawski (administrator).
1705–1708. ks. Franciszek Krzepnicki.
1708–1728. ks. Józef Gorgoński.
1728–1757. ks. Jan Smoliński.
1757–1787. ks. Stanisław Lewicki.
1787–1803. ks. Stanisław Pleśniarski.
1803–1807. ks. Dominik Hübisch.
1807. ks. Maciej Szwortz (administrator).
1807. ks. Piotr Borkluszewski (administrator).
1807–1808. ks. Mateusz Gapkowski (administrator).
1808. ks. Piotr Borkluszewski (administrator, po raz drugi).
1808. ks. Mateusz Sawicki (administrator).
1809. ks. Jan Tomasz Turkowski (administrator).
1809–1810. ks. Leonard Umański (administrator).
1810–1814. ks. Sebastian Dziubakiewicz.
1815–1818. ks. Marcin Blaydowicz.
1818–1825. ks. Jakub Halecki.
1825–1826. ks. Jan Tomasz Turkowski (administrator, po raz drugi).
1826–1829. ks. Jan Pawlikowski (administrator).
1829–1837. ks. Innocenty Szellinger OFM (administrator).
1837–1841. ks. Marcin Strusiński (administrator).
1841–1846. ks. Antoni Szostiewicz.
1846–1847. ks. Marceli Paszkowski (administrator).
1847–1890. ks. Wojciech Stankiewicz.
1890–1891.  ks. Józef Foryś (administrator).
1891–1898. ks. Wojciech Piątkiewicz.
1898–1899. ks. Franciszek Sierżęga (administrator).
1899–1907. ks. Wojciech Owoc.
1907–1914. ks. Ignacy Antoniewski .
1914–1948. ks. Jan Obara.
1941. ks. Mieczysław Kociubiński (administrator).
1942–1944. ks. Józef Dąbrowski (administrator).
1948–1959. ks. Tadeusz Głowaty (administrator).
1959–1963. ks. Florian Zając .
1963. ks. Jan Maziarz (administrator).
1963–1968. ks. Eugeniusz Śpiewla (administrator).
1968–1990.  ks. kan. Stanisław Zborowski (administrator).
1990–2020. ks. prał. Józef Kasperkiewicz.
2020–2022. ks. Robert Drążek.
2022– nadal ks. kan. Marian Bądal.